# Stajice
Stajice jsou zaniklý hrad severozápadně od Maršovic v okrese Benešov. Patřil mezi menší šlechtické hrady založené nejspíše v první polovině čtrnáctého století. Jeho pozůstatky se nachází na vrchu Stejc v nadmořské výšce 466 metrů a jsou je chráněny jako kulturní památka ČR.

## Historie
První písemná zmínka o hradu v podobě predikátu Jindřicha ze Stajic pochází z roku 1348. Před rokem 1399 hrad sloužil jako shromaždiště loupežníků. V roce 1405 najali Herbart z Kolovart a lehnický purkrabí Petřík oddíl žoldnéřů, kteří hrad následujícího roku dobyli a škodili z něj Rožmberkům. Rožmberkové hrad proto znovu dobyli, a ten v průběhu patnáctého století zpustl. Jako pustý se uvádí okolo roku 1531, kdy ho Aleš Karlík z Nežetic spolu s dalšími majetky přenechal Lidmile z Vitiněvsi.

## Stavební podoba
Stajice patřily svou stavební dispozicí nejspíše mezi hrady donjonového typu. V severní části vrcholové plošiny bývalo předhradí, v jehož středu se nachází uměle přitesaná skála. Podle nálezů vypálené mazanice byla velká část objektů v předhradí postavená ze dřeva. Menší jižní část vrchu zaujalo pětiboké hradní jádro. Výrazná prohlubeň s drobnými zbytky zdiva je jediným pozůstatkem podsklepené obytné stavby, kterou mohla být obytná věž. Pod jádrem se nachází skalní útvar se zasypanou jámou, která snad sloužila jako cisterna. Níže ve svahu chrání jižní, západní a severní stranu celého hradu příkop a před ním ještě val.

## Přístup
Zbytky hradu jsou volně přístupné odbočkou ze zeleně značené turistické trasy z Neveklova do Maršovic.